# Městská Lhotka
Městská Lhotka je malá vesnice, část města Prachatice v okrese Prachatice v Jihočeském kraji. Nachází se asi tři kilometry severovýchodně od Prachatic. Je zde evidováno 6 adres. V roce 2011 zde trvale žilo dvanáct obyvatel.
Městská Lhotka leží v katastrálním území Staré Prachatice o výměře 3,4 km².

## Historie
První písemná zmínka o vesnici pochází z roku 1315.

## Obyvatelstvo
| Rok            | 1869 | 1880 | 1890 | 1900 | 1910 | 1921 | 1930 | 1950 | 1961 | 1970 | 1980 | 1991 | 2001 | 2011 | 2021 |
| -------------- | ---- | ---- | ---- | ---- | ---- | ---- | ---- | ---- | ---- | ---- | ---- | ---- | ---- | ---- | ---- |
| Počet obyvatel | 34   | 45   | 37   | 48   | 39   | 43   | 42   | 17   | 14   | 12   | 18   | 14   | 12   | 12   | 9    |
| Počet domů     | 6    | 6    | 7    | 7    | 7    | 8    | 8    | 8    | 8    | 3    | 3    | 5    | 4    | 3    | 4    |

## Obecní správa
Při sčítání lidu v letech 1850–1879 Městská Lhotka byla osadou obce Ostrov v okrese Prachatice. V letech 1880–1959 byla osadou obce Staré Prachatice v okrese Prachatice. Od roku 1960 je částí města Prachatice ve stejnojmenném okrese.

## Pamětihodnosti
- Boží muka [10]